# Кеппель, Уолтер, 9-й граф Албемарл
Полковник Уолтер Эгертон Джордж Люциан Кеппель, 9-й граф Албемарл (англ. Walter Egerton George Lucian Keppel, 9th Earl of Albemarle; 28 февраля 1882 — 14 июля 1979) — британский дворянин и военный. Он носил титул учтивости — виконт Бери с 1894 по 1942 год.
Титулы: 9-й граф Албемарл (Пэрство Англии), 9-й виконт Бери в графстве Ланкашир (Пэрство Англии) и 9-й барон Ашфорд из Ашфорда в графстве Кент (Пэрство Англии).

## Происхождение и образование
Родился 28 февраля 1892 года. Старший сын Арнольда Кеппеля, 8-го графа Албемарля (1858—1942), и его жены, леди Гертруды Эгертон (1861—1943), дочери Уилбрахама Эгертона, 1-го графа Эгертона. Он получил образование в Итонском колледже с 1895 по 1899 год.

## Биография
Лорд Бери был назначен вторым лейтенантом в Норфолкскую артиллерию принца Уэльского в марте 1900 года и повышен до чина лейтенанта этого полка в августе 1900 года. Это был полк Королевской артиллерийской милиции, и в следующем году он перешел в регулярную армию в качестве второго лейтенанта в Шотландской гвардии с мая 1901 года. Он был откомандирован на штабную службу в конце 1904 года и назначен адъютантом графа Грея, генерал-губернатора Канады. Он был снова откомандирован на штабную службу в мае 1907 года и назначен адъютантом сэра Гамильтона Джона Гулд-Адамса, вице-губернатора колонии Оранжевой реки.
В мае 1910 года Бери был произведен в капитаны и в 1912 году ушёл в отставку в резерв.
Виконт Бери участвовал в Первой мировой войны, где упоминался в донесениях. В январе 1916 года он был назначен заместителем лейтенанта Норфолка. В июне 1916 года он был награжден Военным крестом. Он был временно повышен до звания майора, командуя гвардейской пулеметной ротой , а затем служил инструктором пулеметного корпуса. После войны виконт Бери был членом Совета графства Лондон в 1919 году.
В 1910 году он безуспешно баллотировался в Палату общин Великобритании от консерваторов в округе Олтрингем.
В 1924 году он был произведен в чин полковника 108-й полевой бригады Норфолкского и Саффолкского йоменского полка.
В 1942 году он стал преемником своего отца на посту графа Албемарла. Он был вице-лейтенантом Норфолка с 1940 по 1944 год и членом Совета графства Норфолк в 1943 году.
Лорд Албемарл скончался 14 июля 1979 года в возрасте 97 лет, и титул графа Албемарля унаследовал его внук Руфус Кеппель, 10-й граф Албемарл.

## Семья
9 июня 1909 года лорд Бери женился в церкви Св. Маргариты в Вестминстере на леди Джудит Сидни Майе Уинн-Кэррингтон (27 сентября 1889 — 14 марта 1928), дочери Чарльза Уинн-Кэррингтона, 1-го маркиза Линкольншира и Сесилии Маргарет Харборд. У супругов было пятеро детей:
- Леди Сесилия Элизабет Кеппель (12 апреля 1910 — 16 июня 2003), вышла замуж за подполковника Дэвида Маккенну, сына банкира и политика Реджинальда Маккенны
- Дерек Уильям Чарльз Кеппель, виконт Бери (18 декабря 1911 — 8 ноября 1968), женился первым браком на леди Майри Вейн-Темпест-Стюарт (у них две дочери) и вторым браком — на леди Марине Орлофф-Давыдофф (1937—2020), у них был единственный сын Руфус Арнольд Алексис Кеппель (род. 16 июля 1965), который 14 июля 1979 года стал преемником своего деда в качестве 10-го графа Албемарля, виконта Бери и барона Ашфорда.
- Лейтенант-коммандер достопочтенный Уолтер Арнольд Криспин Кеппель (6 декабря 1914 — 20 ноября 1986), отец Джудит Кеппель, первого человека, выигравшего миллион фунтов стерлингов в британской версии игры «Who Wants to Be a Millionaire?».
- Леди Синтия Розали Кеппель (25 июня 1918 — 12 ноября 2017), в 1944 году она вышла замуж за профессора сэра Майкла Постана (1899—1981)
- Достопочтенный Ричард Эдвард Гарри Кеппель (3 ноября 1924 — 2 марта 1953)

24 февраля 1931 года в шотландской церкви в Челси лорд Албемарл женился вторым браком на Диане Гроув (6 августа 1909 — 6 мая 2013), дочери майора Джона Арчибальда Гроува. У супругов была одна дочь:
- Леди Энн-Луиза Мэри Кеппель (17 марта 1932 — 7 января 2017), в 1954 году она вышла замуж за сэра Хью Гамильтона-Далримпла, 10-го баронета. Она была покровительницей Королевского Каледонского бала[13].